# 칸 영화제 그랑프리
그랑프리(Grand Prix)는 칸 영화제에서 수여되는 상으로, 영화제 심사위원들이 장편 경쟁 부문의 영화들 가운데 한 편에게 수여한다.
칸 영화제에서 황금종려상 다음으로 권위있는 상으로, 처음에는 2등에게 주는 심사위원특별그랑프리란 이름으로 제정되었다.

## 명칭
상이 제정된 1967년부터 1988년까지는 심사위원특별그랑프리(Grand Prix Spécial du Jury), 1989년부터 1994년까지는 심사위원그랑프리(Grand Prix du Jury), 1995년부터는 간단하게 그랑프리(Grand Prix)를 공식 명칭으로 사용하고있다.
칸 영화제의 최고상인 황금종려상의 이전 명칭인 국제영화제그랑프리(Grand Prix du Festival International du Film)와 혼동해서는 안된다.

## 심사위원그랑프리
| 연도 | 영화                                        | 감독                      | 감독의 국적  |
| ---- | ------------------------------------------- | ------------------------- | ------------ |
| 1967 | 《사랑의 상처》                             | 조셉 로치                 | 영국         |
| 1967 | 《해피집시》                                | 알렉산더 페트로비치       | 유고슬라비아 |
| 1968 | 수상작 없음                                 | 수상작 없음               | 수상작 없음  |
| 1969 | 《아달렌 31》                               | 보 비더버그               | 스웨덴       |
| 1970 | 《분노의 함성》                             | 스튜어트 해그먼           | 미국         |
| 1971 | 《탈의》                                    | 밀로스 포먼               | 미국         |
| 1971 | 《자니 총을 얻다》                          | 돌턴 트럼보               | 미국         |
| 1972 | 《솔라리스》                                | 안드레이 타르콥스키       | 소련         |
| 1973 | 《엄마와 창녀》                             | 장 외스타슈               | 프랑스       |
| 1974 | 《아라비안 나이트》                         | 피에르 파올로 파솔리니    | 이탈리아     |
| 1975 | 《하늘은 스스로 돌보는 자를 돌보지 않는다》 | 베르너 헤어초크           | 서독         |
| 1976 | 《까마귀 기르기》                           | 카를로스 사우라           | 스페인       |
| 1977 | 수상작 없음                                 | 수상작 없음               | 수상작 없음  |
| 1978 | 《외침》                                    | 예지 스콜리모프스키       | 폴란드       |
| 1978 | 《시아오 마스키오》                         | 마르코 페레리             | 이탈리아     |
| 1979 | 《시베리에이드》                            | 안드레이 콘찰롭스키       | 소련         |
| 1980 | 《내 미국 삼촌》                            | 알랭 레네                 | 프랑스       |
| 1981 | 《라이트 이어즈 어웨이》                    | 알랭 타네                 | 스위스       |
| 1982 | 《로렌조의 밤》                             | 파올로, 비토리오 타비아니 | 이탈리아     |
| 1983 | 《몬티 파이튼의 삶의 의미》                 | 테리 존스                 | 영국         |
| 1984 | 《내 어린 날의 일기》                       | 마르타 메자로스           | 헝가리       |
| 1985 | 《버디》                                    | 앨런 파커                 | 영국         |
| 1986 | 《희생》                                    | 안드레이 타르콥스키       | 소련         |
| 1987 | 《참회록》                                  | 텐기즈 아불라제           | 소련         |
| 1988 | 《월드 아파트》                             | 크리스 멘지스             | 영국         |
| 1989 | 《시네마 천국》                             | 주세페 토르나토레         | 이탈리아     |
| 1989 | 《내겐 너무 이쁜 당신》                     | 베르트랑 블리에           | 프랑스       |
| 1990 | 《틸라이》                                  | 이드리사 우에드라오고     | 부르키나파소 |
| 1990 | 《죽음의 가시》                             | 오구리 코헤이             | 일본         |
| 1991 | 《누드 모델》                               | 자크 리베트               | 프랑스       |
| 1992 | 《아이들 도둑》                             | 잔니 아멜리오             | 이탈리아     |
| 1993 | 《멀고도 가까운》                           | 빔 벤더스                 | 독일         |
| 1994 | 《인생》                                    | 장이머우                  | 중국         |
| 1994 | 《위선의 태양》                             | 니키타 미할코프           | 러시아       |

## 그랑프리
| 연도 | 영화                                | 감독                            | 감독의 국적    |
| ---- | ----------------------------------- | ------------------------------- | -------------- |
| 1995 | 《율리시즈의 시선》                 | 테오 앙겔로풀로스               | 그리스         |
| 1996 | 《브레이킹 더 웨이브》              | 라르스 폰 트리어                | 덴마크         |
| 1997 | 《달콤한 후세》                     | 애텀 이고이언                   | 캐나다         |
| 1998 | 《인생은 아름다워》                 | 로베르토 베니니                 | 이탈리아       |
| 1999 | 《휴머니티》                        | 브뤼노 뒤몽                     | 프랑스         |
| 2000 | 《귀신이 온다》                     | 장원                            | 중국           |
| 2001 | 《피아니스트》                      | 미하엘 하네케                   | 오스트리아     |
| 2002 | 《과거가 없는 남자》                | 아키 카우리스마키               | 핀란드         |
| 2003 | 《우작》                            | 누리 빌게 제일란                | 튀르키예       |
| 2004 | 《올드보이》                        | 박찬욱                          | 대한민국       |
| 2005 | 《브로큰 플라워》                   | 짐 자머시                       | 미국           |
| 2006 | 《플랑드르》                        | 브뤼노 뒤몽                     | 프랑스         |
| 2007 | 《너를 보내는 숲》                  | 가와세 나오미                   | 일본           |
| 2008 | 《고모라》                          | 마테오 가로네                   | 이탈리아       |
| 2009 | 《예언자》                          | 자크 오디아르                   | 프랑스         |
| 2010 | 《신과 인간》                       | 그자비에 보부아                 | 프랑스         |
| 2011 | 《원스 어폰 어 타임 인 아나톨리아》 | 누리 빌게 제일란                | 튀르키예       |
| 2011 | 《자전거 탄 소년》                  | 다르덴 형제                     | 벨기에         |
| 2012 | 《리얼리티: 꿈의 미로》             | 마테오 가로네                   | 이탈리아       |
| 2013 | 《인사이드 르윈》                   | 코언 형제                       | 미국           |
| 2014 | 《더 원더스》                       | 알리체 로르바케르               | 이탈리아       |
| 2015 | 《사울의 아들》                     | 네메시 옐레시 라슬로            | 헝가리         |
| 2016 | 《단지 세상의 끝》                  | 그자비에 돌란                   | 캐나다         |
| 2017 | 《120BPM》                          | 로뱅 캉피요                     | 프랑스         |
| 2018 | 《블랙클랜스맨》                    | 스파이크 리                     | 미국           |
| 2019 | 《애틀란틱스》                      | 마티 디오프                     | 프랑스, 세네갈 |
| 2020 | 코로나19 범유행으로 개최 취소       |                                 |                |
| 2021 | 《어떤 영웅》 《6번 칸》            | 아쉬가르 파라디 유호 쿠오스마넨 | 이란 핀란드    |
| 2022 | 《클로즈》 《Stars at Noon》        | 뤼카스 돈트 클레르 드니         | 벨기에 프랑스  |

## 같이 보기
- 황금종려상
- 심사위원상

## 참고
- (영어) 칸 영화제 - 공식 웹사이트